# Stedtfeld
Stedtfeld ist ein Stadtteil der Wartburgstadt Eisenach im Wartburgkreis in Thüringen.

## Geografie
Der Ort Stedtfeld liegt etwa fünf Kilometer westlich von Eisenach am Unterlauf der Hörsel. Die historische Ortslage erstreckt sich in geschützter Lage auf dem Nordufer. Kirche und Schloss markieren die Ortsmitte. Ohne direkte Verbindung zur Hauptsiedlung befindet sich der Rangenhof als eine verbliebene Rodungsinsel am Rennsteig.
Im Norden grenzt Stedtfeld an die Gemeinde Krauthausen, nach Osten folgt die Kernstadt von Eisenach, im Süden folgt der Ortsteil Oberellen der Gemeinde Gerstungen mit der Kleinsiedlung Clausberg, westlich folgt der Eisenacher Stadtteil Neuenhof und im Nordwesten der Stadtteil Hörschel.
Die Landschaft um Stedtfeld wird im Süden von der Kammlinie des Thüringer Waldes mit dem Rennsteig und dem markanten Hornberg sowie im Norden von dem Höhenzug Hörschelberg – Stedtfelder Berg – Ramsberg – Karlskuppe geprägt. Als höchster Punkt der Gemarkung gilt die Stiebelskuppe (448,4 m ü. NN) nahe der Siedlung Clausberg. Bemerkenswert sind auch Hornberg (387,4 m ü. NN), Lerchenkuppe (394,2 m ü. NN), Hirschkopf (380,4 m ü. NN), Ramsberg (362,1 m ü. NN), Stedtfelder Berg (348,3 m ü. NN), Frohnberg (310,9 m ü. NN) und der Hans-Sachs-Kopf (343,1 m ü. NN). Die geographische Höhe des Ortes beträgt 213 m ü. NN.
Die sumpfige Hörselaue wurde bis in die 1920er Jahre alljährlich vom Hochwasser überflutet. Wasserlachen und Inseln von ständig wechselnder Größe und Ausdehnung waren für landwirtschaftliche oder gewerbliche Nutzung nur bedingt geeignet. In mehreren Etappen erfolgte bis in die 1990er Jahre die weitgehende Begradigung des Flusslaufes, zugleich wurden Entwässerungsgräben angelegt und Hochwasserschutzbauten errichtet. Im östlichen Teil der Gemarkung wurde die Flussaue durch das Industriegebiet Gries überbaut, hier entstand, teilweise auf Stedtfelder Flur, das Opelwerk Eisenach.
Als bedeutendster Zufluss der Hörsel in der Stedtfelder Gemarkung gilt der 3200 Meter lange Rangenbach. Er wurde im Mittelalter bergbautechnisch genutzt und speist am Unterlauf eine Kette von Fischteichen.

## Geschichte

### Erstbesiedlung

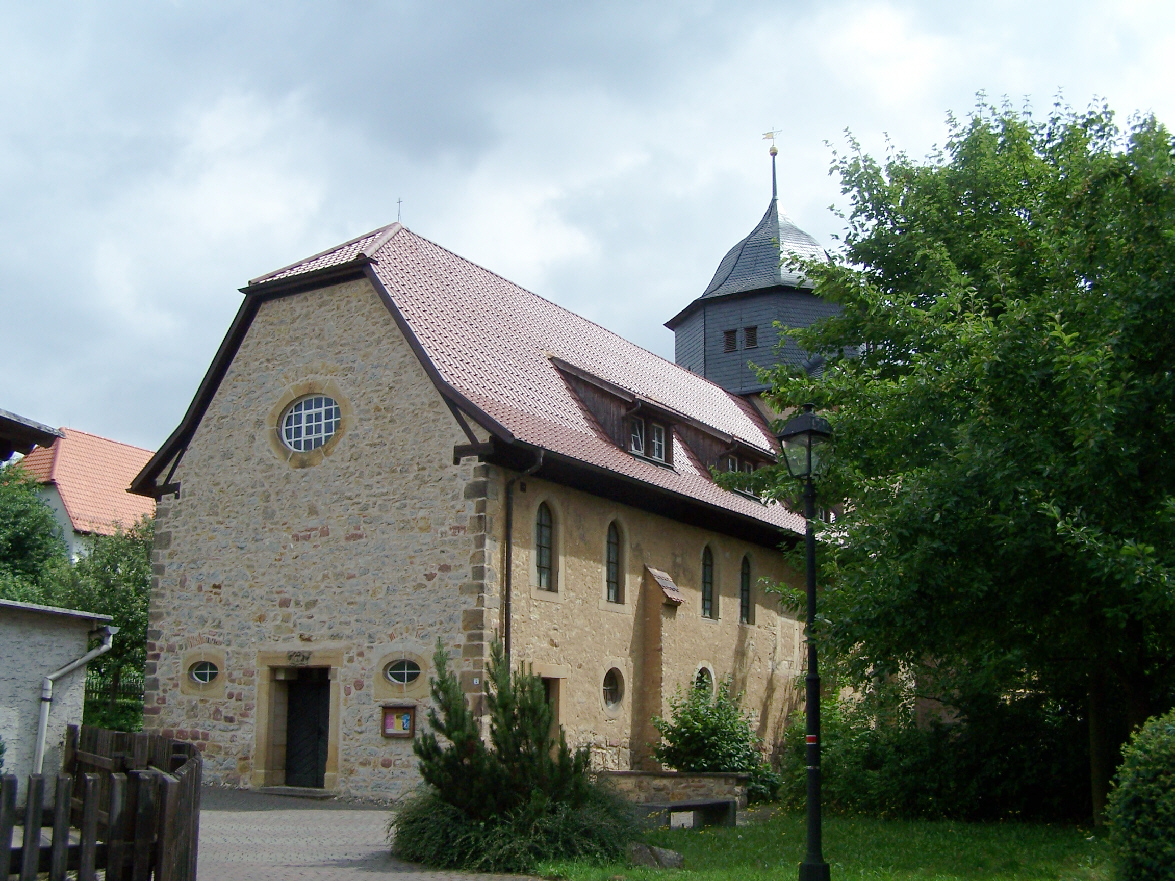
Margarethenkirche

Der Flurname Frankenstein haftet an einer markanten Anhöhe oberhalb des Ortes Hörschel und verweist auf eine erste hochmittelalterliche Befestigungsanlage, vermutlich der Frankensteiner Grafen, die durch lokale Überlieferungen und erste Bodenfunde belegt werden kann.
Ein erster Pfarrer zu Stedtfeld wird 1274 dokumentarisch erwähnt. Die Margarethenkirche ist jedoch älter. Das Patronatsrecht besaß Kloster Hersfeld. Inhaber des Dorfes waren 1275 zu gleichen Anteilen, Konrad von Debreschen, Rudolf von Dornburg und Konrad von Varila. Ein Ritter Heinrich von Stetefeld verkaufte 1283 mit Genehmigung von der Abtei Fulda ein Gut Hutis (Hütschhof) und einen angrenzenden Wald am Stupffelberg (Stopfelskuppe) an das Kloster Reinhardsbrunn.
Alle drei Teile erwarb bis 1296 der Ritter Hermann v. Hirsingerode, er war Hofmeister des Thüringer Landgrafen Albrecht, er wird 1286 auch als landgräflicher Schultheiß in Eisenach genannt. Weil auch sein Sohn Albert Hofmeister wurde, wurde der Titel Hoffemeister oder Hovemeister für die Familie zum Eigennamen. Zwei Söhne Alberts, Hermann und Heinrich Hovemeister, teilten sich in die Stedtfelder Güter, sie errichteten und bewohnten dort zwei Burgen.

### 14. Jahrhundert

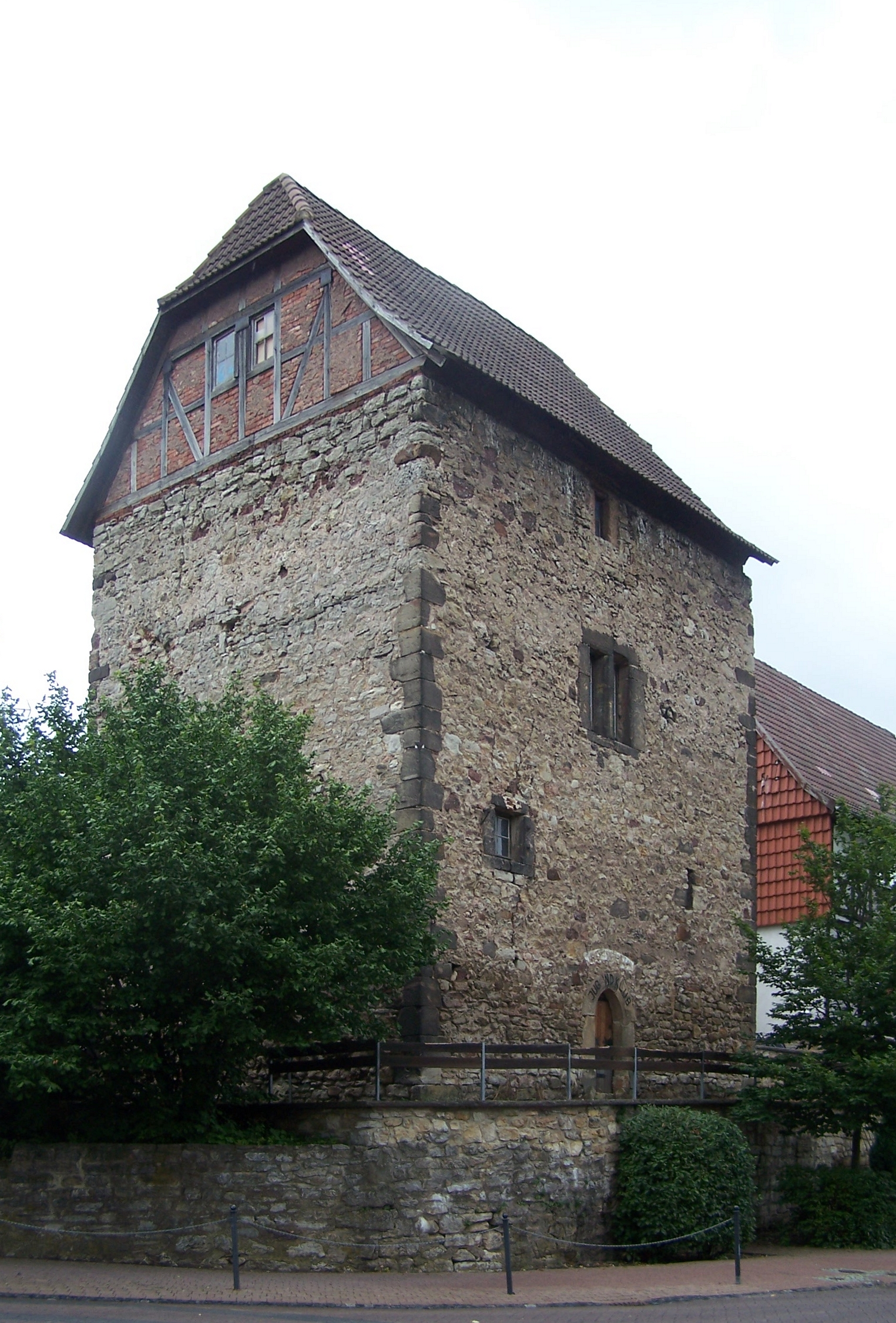
Mittelalterliche Wehrturm Steinstock

Das Dorf Stedtfeld bestand gleichzeitig aus den beiden Teilen Niederstedtfeld und Oberstedtfeld an der Eisenacher Michelskuppe, das noch in der zweiten Hälfte des 15. Jahrhunderts (1466, 1488) mit einer dem heiligen Michael geweihten Kirche genannt wurde. Beide Orte gehörten zur Abtei Hersfeld. Oberstedtfeld übertrug der Hersfelder Abt an die Herren von Frankenstein (Stammburg bei Bad Salzungen), welche dieses Dorf an die Eisenacher Patrizierfamilie Hellegreve (1313, 1384, 1392) sowie an einen Ritter Hermann von Brandenfels die Burg (Metilstein?) weiter vergaben. Als die Gebrüder von Frankenstein 1330 den Rest ihres von Hersfeld zu Lehen gegebenen Besitzes an Graf Berthold von Henneberg-Schleusingen verkauften, befanden sich unter den Gütern und Berechtigungen auch die Pfarre und das Gebiet vom Alten Spital (östlich vom Katharinenkloster) bei Eisenach bis nach Stetevelt mit Fischweiden und Gericht, das Dorf Cyginberg, das Dorf Rammsleybin (Hof Ramsborn) … ebenso der Wald, genannt Rustingis-burch, der an der Rüsselskoppe am Rennsteig und an der Vachaer Straße angrenzt, das Dorf zu dem Rangin (Rangenhof) bis an die Werra bei Neuendorf (Neuenhof).

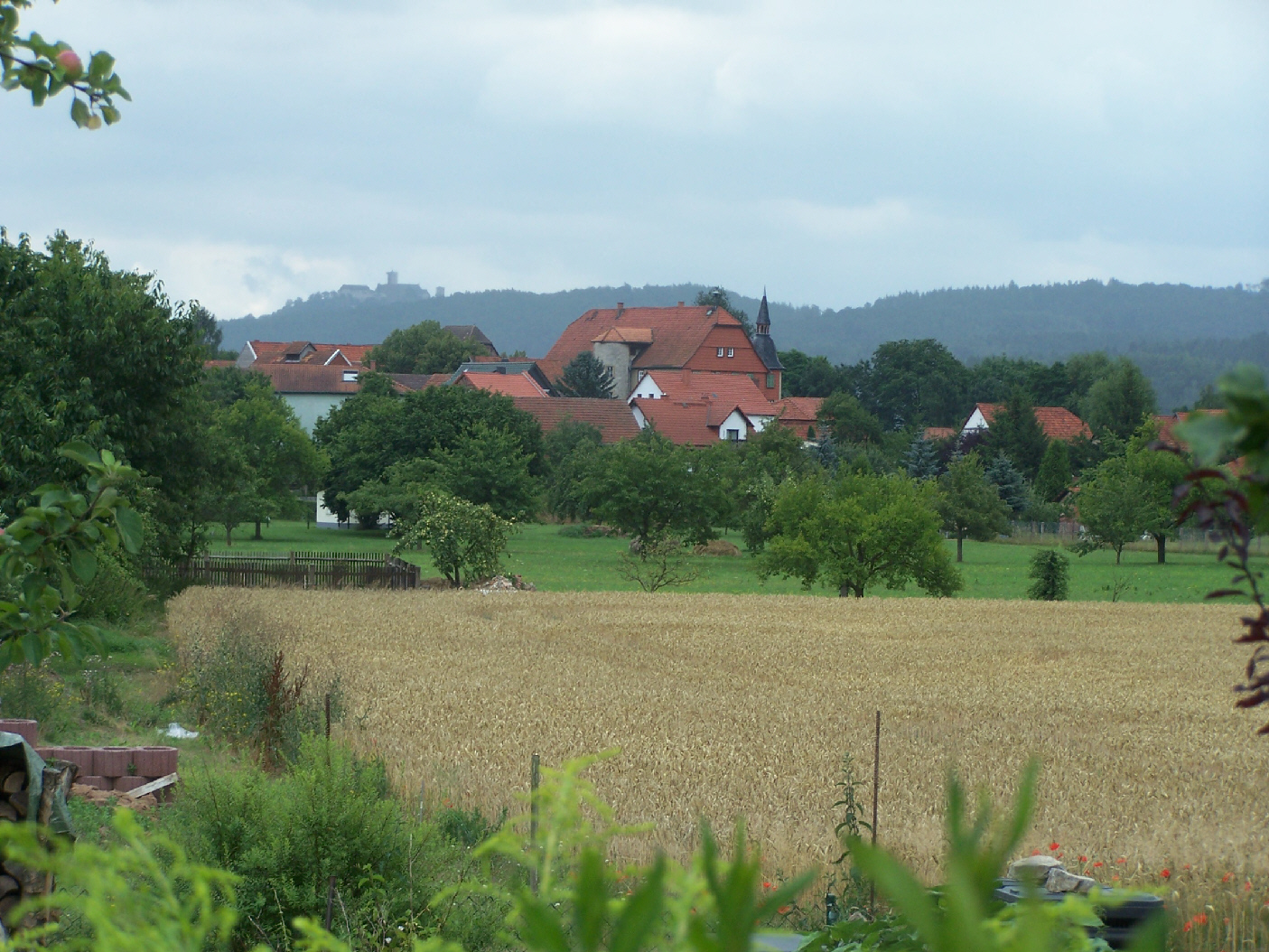
Stedtfeld von Westen mit Schloss und der Wartburg

Im Jahr 1352 vertauschte das Kloster Hersfeld das Patronatrecht der Kirchen in Ober- und Niederstedtfeld an das Kapitel der Frauenkirche in Eisenach gegen das Verleihungsrecht des Kanonikats und der Pfründe, welche der Kanonikus der Frauenkirche, Heinrich von Dankmarshausen innehatte. Die Söhne Hermann und Heinrich Hofmeister teilten 1369 ihre Stedtfelder Güter.

Die Hälfte, welche Heinrich Hovemeister geerbt hatte, ging über dessen Tochter Adelheid im Jahr 1420 an Hermann von Boyneburgk, welcher auch die Anteile seines Schwiegervaters aufkaufte und 1454 von Hersfeld belehnt wurde 

„… mit Schloss und Dorf Stedtfeld nebst den Höfen und Wüstungen Rangen (Rangenhof), Deubach (dieses hatte Hermann von Boyneburgk von Balthasar von Nesselröden wieder eingelöst), Neuendorf, Schnepfenthalshof (Schnepfenhof), mit allen ihren Gerichten und Rechten, geistlich und weltlich, oberst und niederst, mit Schenkstätten, Triften, Jagden, an Nutzen, Ehren, Freiheiten Würden und Gerechtigkeiten, sie seyen an Holz, Feld, Acker, Wiesen, Wasser Weiden, Teichen, Gruben (Bergwerken), und mit allen Gerechtigkeiten, so das Stift (Hersfeld) im Gericht Stedtfeld und den daran liegenden Dörfern gehabt hat.“

Hermann Hovemeister verpfändete 1369 seine Hälfte zeitweise an Heinrich von Nesselröden, Johann von Creutzburg, Johann und Fritz von Frymar und Johann Gottschalk. Hermann’s Sohn Wilhelm Hovemeister oder dessen Erben verkaufen ihre Hälfte schließlich an die Herren von Colmatsch, die in der Werragegend ausgedehnte Güter besaßen, aber schon 1562 mit Georg von Kolmatsch, landgräflich-hessischer Statthalter in Marburg, im Mannesstamm ausstarben.
Auch ein Ritter Reinhard Radgeber hatte 1377 ein Hersfelder Lehnsgut in Stedtfeld in Besitz.

### 15. Jahrhundert

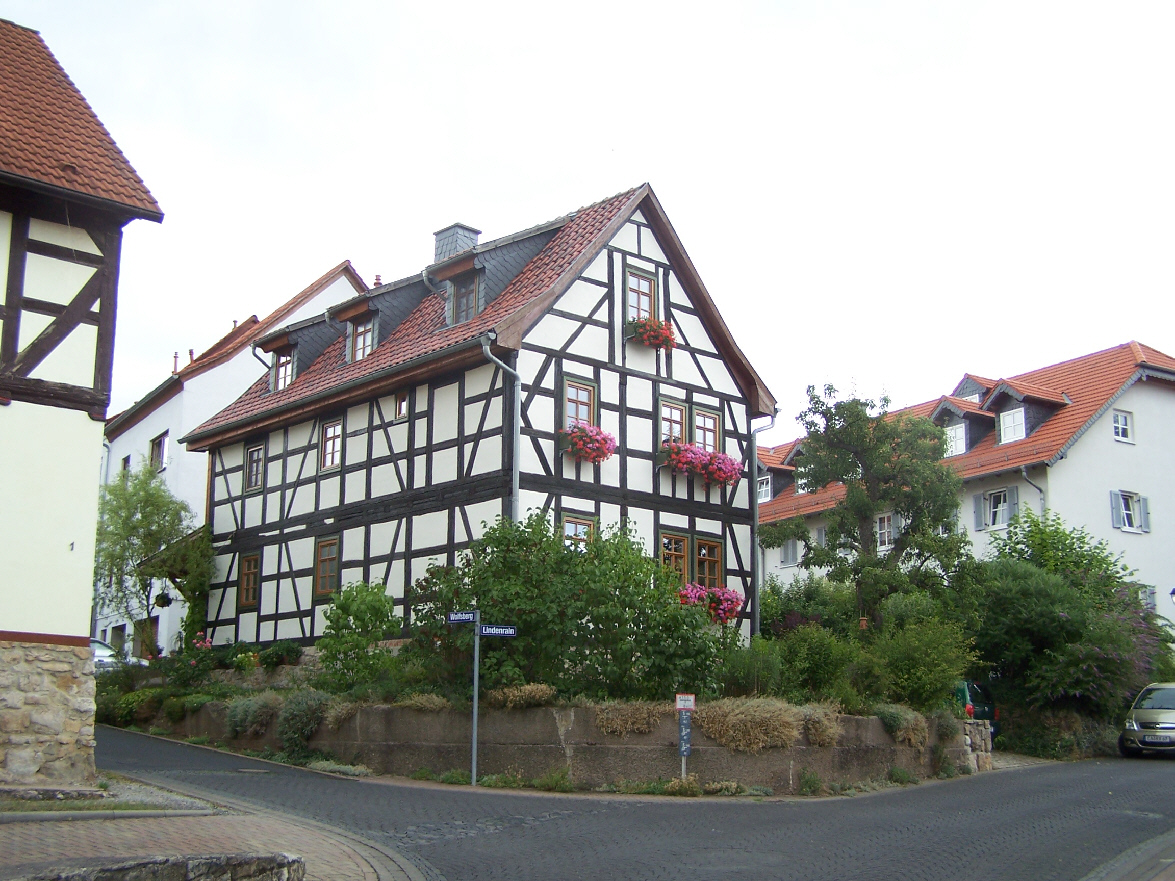
Am Lindenrain

Der Hersfelder Abt bestätigte 1454, dass Hermann II. (Hofemeister) mit dem Gericht zu Stedtfeld belehnt sei. Als Gutsherr in Stedtfeld wurde Friedrich von Kolmatsch, der zweite Gatte der Adelheid von Hofemeister (Witwe des Caspar Hovemeister) 1436, 1437, 1445 und 1463 erwähnt. Hans von Boyneburgk kaufte 1496 von seinem Schwager Hans von Erffa das halbe Dorf Hörschel für 200 Gulden.

### 16. Jahrhundert
In einer Urkunde Eisenacher Marienkirche vom Jahre 1514 heißt der Ort Stedefeilt. Ab 1522 streiten der sächsische Herzog Johann des Beständigen und der Hersfelder Abt unter tatkräftiger (und eigennütziger) Vermittlung des Landgrafen Philipp I. von Hessen über die rechtliche Zuständigkeit in Stedtfeld, Anlass war die Vergabe des Bergregals. Das erste Stedtfelder Bergwerk der Boyneburger hieß Zum schwarzen Brunnen. In dem ausgebrachten Erzen war Kupfer und Silber in beachtlicher Konzentration enthalten. 1535 wurde bei Stedtfeld die erste Schmelzhütte erbaut. 1592 übergab Jobst v. Boyneburg zwei Nürnberger Investoren das Bergwerk zum Lehen. Schon lange vor der Reformation konnten die hessischen Landgrafen ihren Einfluss in Hersfeld immer mehr verstärken und damit die landesherrliche Gewalt zurückdrängen. Deshalb fand nicht nur im landgräflich hessischem Territorium, sondern auch in der Reichsabtei Hersfeld und den zugehörigen Besitzungen die Lehre Martin Luthers schon frühzeitig, nämlich 1523, Eingang. Die Stadt Hersfeld selbst hatte sich 1525, im Zuge des Bauernkrieges, dem Bauernhaufen geöffnet und dessen Forderungen in Zwölf Artikeln angenommen. Mit der Einnahme Hersfelds durch Landgraf Philipp von Hessen am 29. April 1525 wuchs dessen Einfluss im hersfeldischen Stiftsstaat noch mehr und führte in der Konsequenz dazu, dass nach dem Tode des letzten Hersfelder Abtes der hessische Erbprinz Otto, Sohn des hessischen Landgrafen Moritz des Gelehrten, 1606 zum Administrator der Fürstabtei Hersfeld bestellt wurde.

### 17. Jahrhundert

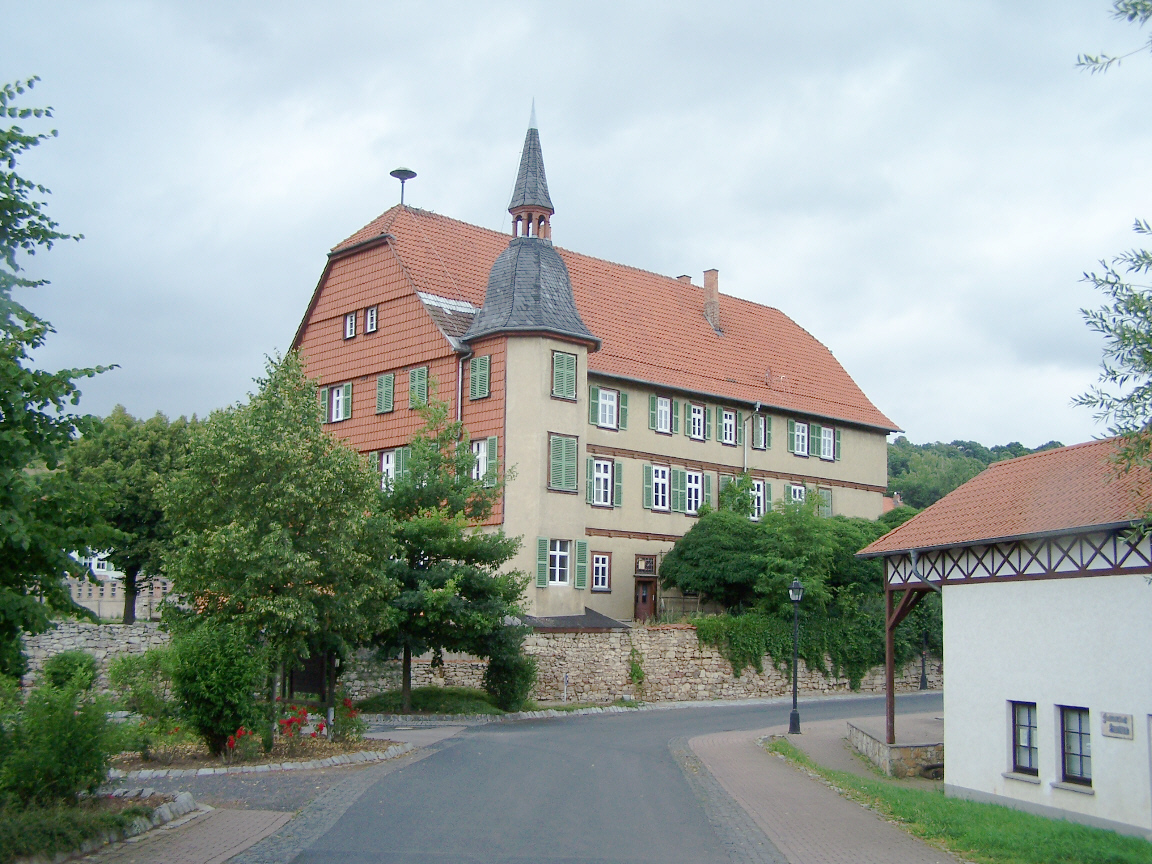
Unteres Schloss

Die mittelalterliche Wasserburg wurde im Dreißigjährigen Krieg schwer verwüstet, auf Anordnung des Hans Joost II. von Boyneburgk wurden 1665 Pläne für ein neues Wohnschloss – das Untere Schloss, auch die Burg genannt – in Angriff genommen und hierfür wurde 1667 eine Anzahl Bauernhäuser westlich des Steinstock abgetragen. Hans Jost II. war als Herzoglich Sächsischer Hofmeister ein sehr vermögender Beamter. Der Erwerb des Gutes Clausberg erfolgte schon 1663, auch dort mussten Wohnhaus und Wirtschaftsgebäude neu erbaut werden. Die Familie Boyneburgk erhielt 1676 das Patronatsrecht über die Stedtfelder Kirche.

### 18. Jahrhundert

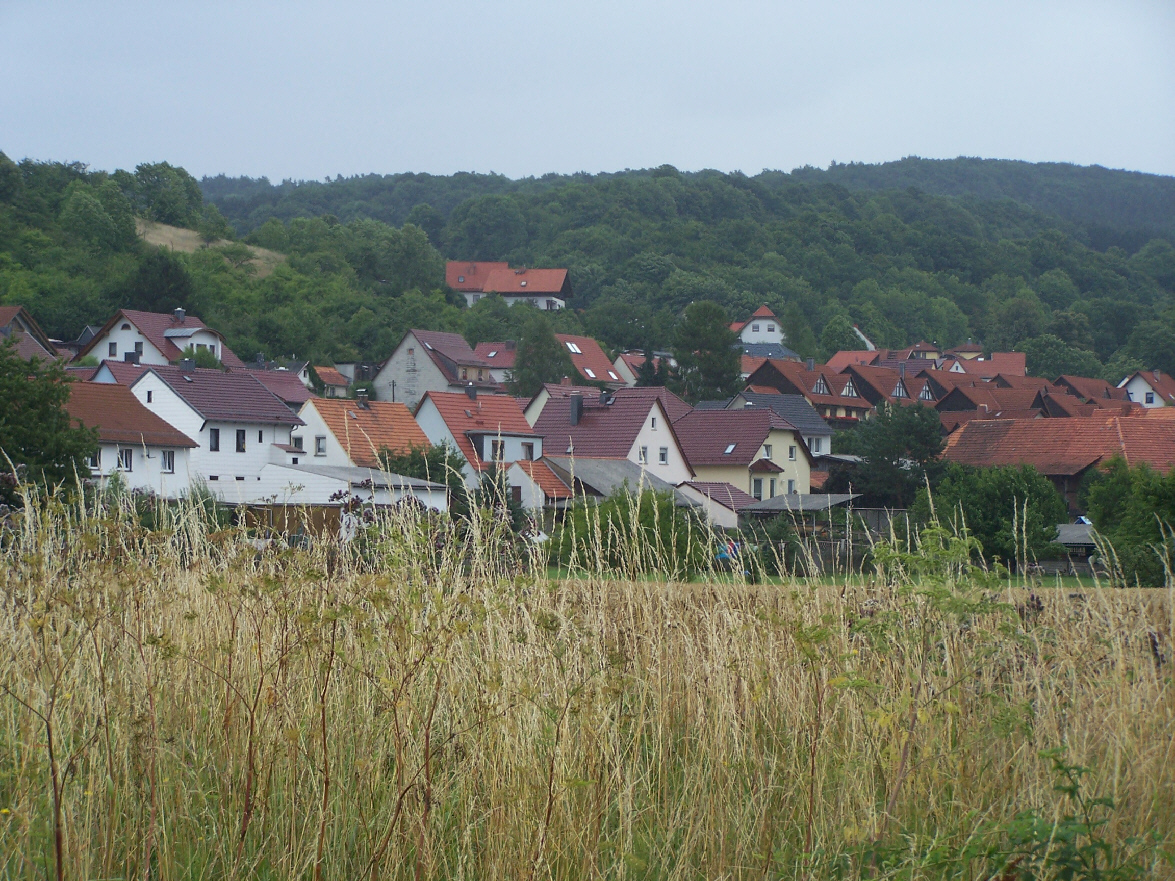
Nördlicher Ortsteil

Als Hans Jost II. von Boyneburgk 1706 verstarb, umfasste die Erbmasse im Fürstentum Eisenach das Dorf und Schloss Stedtfeld, das Nachbardorf Hörschel zur Hälfte und die Höfe Deubachshof, Schnepfenhof, Rangenhof und Clausberg.
Älter als die Burg ist das Hintere Schloss. Wann es gebaut wurde, ist nicht bekannt. Wahrscheinlich ersetzte es das verfallene obere Schloss. Eine umfassende Erneuerung erfuhr es durch Wilhelm Christoph von Boyneburgk (1715–1759). Er ließ es vortrefflich aufbauen und als ein schönes Quartier mit grossen Kosten und erfahrener Baukunst zurichten und adaptiren. Um 1770 wurde noch ein zweites Stockwerk aufgesetzt. Ein Brunnen im Rokoko-Stil wurde 1754 auf dem Schlosshof errichtet. Ein Löwe hält den Schild mit dem Vermählungswappen des Erbauers. Um 1740 wurden letztmals Versuche unternommen, den Stedtfelder Bergbau neu zu begründen. Der Herzog erlaubte die Zeche Charlotte in Betrieb zu nehmen. Im Siebenjährigen Krieg lagerten im Herbst 1757 die französische Armee und die Reichstruppen in den Tälern um Eisenach und Stedtfeld.

### 19. Jahrhundert

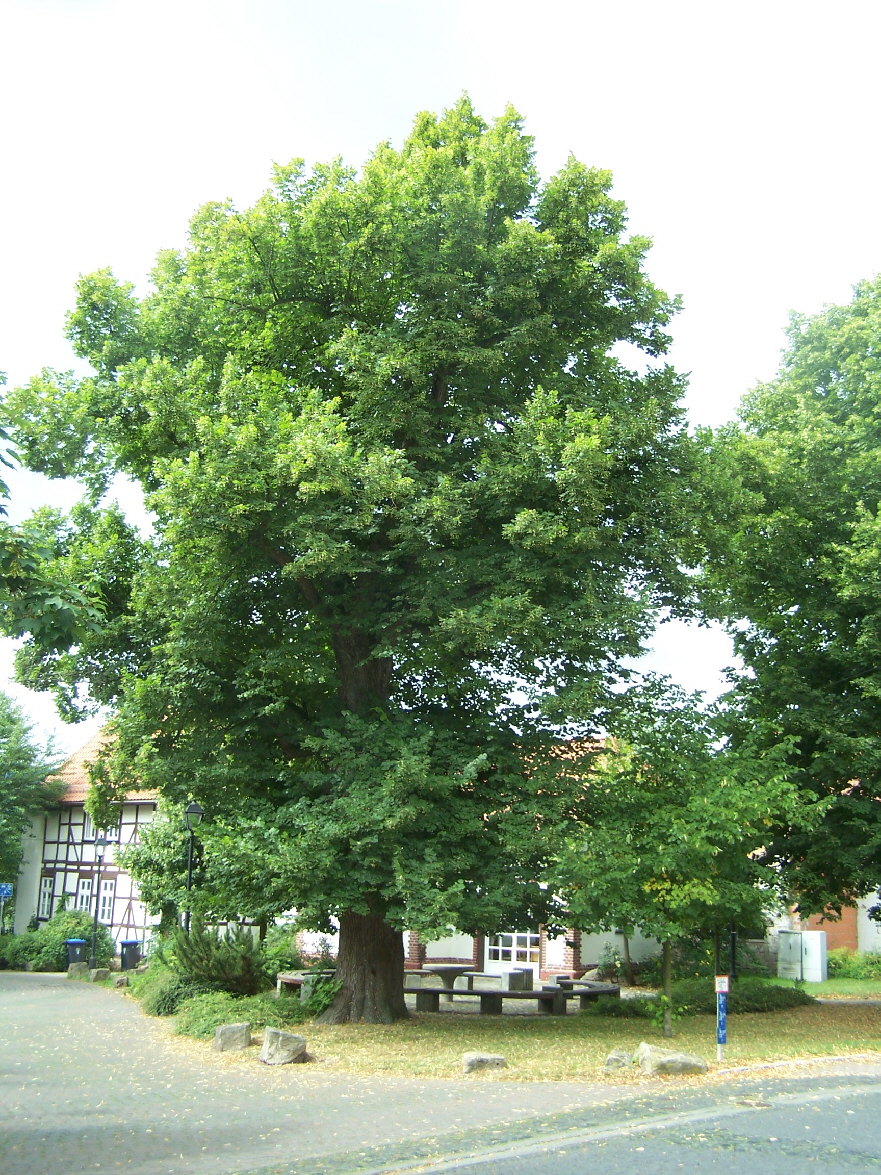
Am Dorfanger

Die erste Stedtfelder Schule wurde 1802 eingeweiht, sie kostete 603 Reichstaler. Am 31. Oktober 1813 standen die napoleonischen Truppen auf ihrem Rückzug vor Eisenach und Stedtfeld im Feldlager, Soldaten erschienen im Ort und plünderten. Anfang November griffen die vorrückenden Einheiten der Preußen und Russen die Franzosen an; die Feuergefechte dauerten den ganzen 3. November, danach besetzten 50 Kosaken den Ort und die Plünderungen gingen weiter. Der Kriegsveteran Wilhelm Traugott von Boyneburgk verstarb 1836 auf seinem Gut Deubachshof, an seine Taten und Bemühungen um den Ort erinnert das Boyneburgkdenkmal auf dem Hörschelberg. Alexander von Boyneburgk erweiterte 1846 das Stedtfelder Schloss und Gutshaus, er ließ den markanten Schlossturm erbauen. Alexander war ein geachteter Kunstsammler. Am 25. September 1849 wurde der Abschnitt Eisenach – Gerstungen der Thüringer Bahn in Betrieb genommen, der Bau einer Haltestelle in Stedtfeld unterblieb. Die Bahntrasse führte in weitem Bogen am Ort vorbei. Im Jahr 1850 wurde die adelige Gerichtsherrschaft der Boyneburger aufgehoben.
Im Jahr 1879 wurden, basierend auf der Volkszählung von 1875, erstmals statistische Angaben zum Ort Stedtfeld publiziert. Stedtfeld hatte in diesem Jahr 91 Wohnhäuser mit 625 Einwohnern. Die Größe der Stedtfelder Flur betrug 1153,3 ha davon Höfe und Gärten 24,1 ha, Wiesen 89,3 ha, Ackerfläche 305,6 ha. Wald 675,09 ha, Teiche, Bäche und Flüsse 8,4 ha, auf Wege, Triften, Ödland und Obstbauplantagen entfielen 50,7 ha. Die damals zu Stedtfeld gehörigen Höfe und Kleinsiedlungen Ramsborn, Deubachshof, Rangenhof und der Schnepfenhof wurden separat ausgewiesen.

### 20. Jahrhundert
An die zahlreichen Opfer des Zweiten Weltkrieges erinnert ein Gedenkstein mit den Namen von über 50 Stedtfelder Einwohnern. Am 1. April 1945 erreichten die ersten amerikanischen Truppen die Werra, doch erst am 6. April 1945 rückten die Amerikaner in das Dorf ein. In der Nähe von Creuzburg und Pferdsdorf-Spichra gelang ihnen nach kurzen, heftigen Kämpfen der Durchbruch, dabei erlebten auch die Dörfer Höschel und Stedtfeld einen Artilleriebeschuss. Unter anderem durchschlug ein Geschoss das Dach der Margarethenkirche und detonierte im Innenraum. Stedtfelder Bürger flohen in Panik in die Wälder. 14 Soldaten, die in den Kämpfen gefallen waren, wurden auf dem Stedtfelder Friedhof bestattet. Mit der Übernahme der Besatzungsmacht in Thüringen durch die Sowjetische Militäradministration Thüringen (SMATH) unter General Wassili I. Tschuikow wurde in Stedtfeld der umfangreiche Besitz der Adelsfamilie von Boyneburgk enteignet und im Rahmen der Bodenreform verteilt.
Im Frühjahr 1947 wurde der Stedtfelder Sportverein gegründet. Bei der 1947 erfolgten Landtagswahl in Thüringen wurde die LDPD in Stedtfeld stärkste Partei. Nach Gründung der DDR galten diese Ergebnisse als Verteilungsschlüssel für die Besetzung kommunaler Ämter. Durch die 1952 festgestellte verschlechterte innenpolitische Situation im Land reagierte die damalige DDR-Staatsführung mit der Auflösung der Länder und mit einer Verschärfung der Grenzbestimmungen. Stedtfeld wurde dabei in die 5-Kilometer-Sperrzone einbezogen, der Zugang nach Stedtfeld und die Lebensbedingungen der Bevölkerung wurden damit erschwert. Die anschließende Gebietsreform führte dazu, dass der Deubachshof an die Nachbargemeinde Krauthausen überging.
Die Stedtfelder Bevölkerung arbeitete bereits 1955 überwiegend in Eisenacher Betrieben; die im Ort befindlichen boyneburgkschen Güter bildeten den Kern der Stedtfelder LPG, welche 1955 durch Zusammenschluss von Bauerngütern entstand. Im Jahr 1959 wurde der Stedtfelder Karnevalsverein gegründet. Ein starkes Hochwasser der Hörsel verursachte 1961 beträchtliche Schäden, in den Folgejahren bis 1972 wurde der Hochwasserschutz in der Ortslage hinreichend verbessert und der Flusslauf begradigt. Der Personenverkehr auf der Thüringer Bahn von Eisenach über Wartha und Herleshausen nach Gerstungen wurde 1962 eingestellt. 1978 wurde auch der Güterverkehr auf dieser Strecke bis 1991 eingestellt. Ab 1980 wurde am westlichen Stadtrand von Eisenach mit der Erweiterung des Automobilwerks Eisenach begonnen. Am 29. Dezember 1989 wurde im Vereinszimmer des Gasthauses Zur Linde das Stedtfelder Bürgerkomitee gegründet, welches die Wende in Stedtfeld einleitete.

### Ab 1990

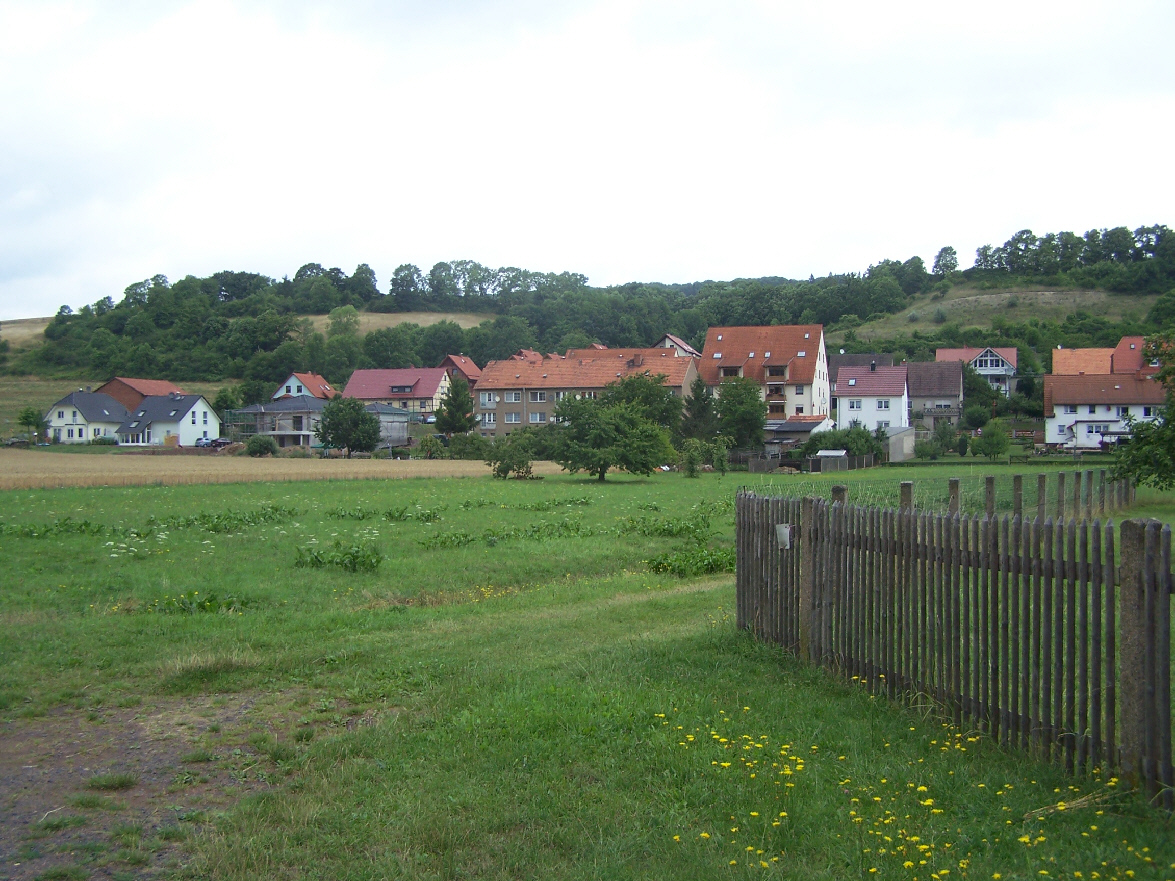
Neues Wohngebiet am Ortsrand

Seit der Grenzöffnung erlebte der Ort Stedtfeld eine umfassende Umgestaltung, neue kommunale Strukturen entstanden. Bereits im September 1991 erfolgte der Spatenstich für die Erschließung des Gewerbeparks im Osten des Dorfes. Als Verkehrsprojekt Deutsche Einheit wurde die Eisenbahntrasse im Abschnitt Eisenach–Herleshausen–Gerstungen wieder instand gesetzt, Stedtfeld erhielt dabei aber keinen Haltepunkt. Im Herbst 1991 begann der Bau der Stedtfelder Kläranlage, inzwischen erfolgt hier die Abwasserbehandlung der Städte Eisenach und Ruhla sowie der Gemeinden Wutha-Farnroda und Seebach und von Teilen der Gemeinde Hörselberg-Hainich sowie der Stadt Waltershausen. Die Grundsteinlegung nahmen u. a. der damalige Hessische Umweltminister Joschka Fischer und Stedtfelds Bürgermeister Christian Köckert vor. Bei einem 1992 erfolgten Bürgerentscheid stimmten 77 Prozent der Stedtfelder für die Eingemeindung nach Eisenach. Das Gründungs- und Innovationszentrum GIS wurde 1993 gebildet, es dient der Wirtschaftsförderung in der Eisenacher Region. Rings um den Ort entstanden erste Wohnsiedlungen, der historische Ortskern wurde im Rahmen der Dorferneuerung saniert, 1994 wurde auch die Kirchensanierung in wesentlichen Bereichen abgeschlossen. Die Gebietsreform vom 1. Juli 1994 führte zur Eingemeindung nach Eisenach. Eine verbesserte Autobahnanbindung des Eisenacher Opelwerkes wurde von 1994 bis 1998 mit der Umgehungsstraße südlich von Stedtfeld und dem Tunnel durch den Hörschelberg bei Hörschel geschaffen.

## Sehenswürdigkeiten (Auswahl)
- Margarethenkirche
- Wehrturm Steinstock
- Unteres Schloss
- Neues Schloss
- Bergbaulehrpfad[11]

## Verkehr
Der Stadtteil Stedtfeld liegt in der Nähe der Eisenacher Kernstadt und wird über die Landstraße 1021 erreicht. Die nächstgelegenen Anschlussstellen der Bundesautobahn 4 sind Eisenach-West bei Krauthausen und Herleshausen.
Der nächstgelegene Bahnhof der Thüringer Bahn (Erfurt–Bebra) sowie der Werrabahn für den Personen-Fernverkehr ist der Bahnhof Eisenach. Für den Nahverkehr bestehen die Haltepunkte Eisenach/West, Eisenach-Opelwerk und Hörschel. Am Opelwerk befindet sich der Betriebsbahnhof Eisenach-Stedtfeld für den Güterverkehr der Hörseltalbahn GmbH.
Nach Stedtfeld verkehrt die Stadtbus-Linie 2 des Verkehrsunternehmen Wartburgmobil.

## Persönlichkeiten
- Johann Kaspar Steube (* 25. Januar 1747 in Gotha; † 12. April 1795 in Stedtfeld), Schuhmacher, Soldat, Sprachlehrer und Schriftsteller.
- Ernst Böckel (* 14. Januar 1909 in Stedtfeld; † 7. Dezember 1940 in der Tötungsanstalt Pirna-Sonnenstein), Widerstandskämpfer gegen den Nationalsozialismus und Opfer der NS-Euthanasie